# Burnham Park (Chicago)
Pour les articles homonymes, voir Burnham Park.
Burnham Park est un vaste parc public d'une superficie de 2,42 km2 situé dans la ville de Chicago, dans l'État de l'Illinois, aux États-Unis. Il s'étend tout en longueur sur plus de 9,5 kilomètres à travers les secteurs de Near South Side, Douglas, Oakland, Kenwood et Hyde Park dans le South Side de Chicago.
Burnham Park relie Grant Park au nord à Jackson Park au sud (entre la 14th Street et la 56th Street) le long des rivages du lac Michigan. McFetridge Drive constitue la limite entre Grant Park et Burnham Park.
Le parc est sous la responsabilité du Chicago Park District, l'organisme chargé de la gestion et de l'entretien des parcs publics de la ville de Chicago, et a été nommé en l'honneur de Daniel Burnham en 1927, l'un des architectes et urbanistes les plus influents de l'histoire de Chicago.

## Histoire
L'homme d'affaires Aaron Montgomery Ward s'exprima plusieurs fois en public sur le fait qu'il était nécessaire que la ville de Chicago se dote d'un ou plusieurs parcs accessibles au public sur les rives du lac Michigan. En effet, avec l'omniprésence de bâtiments et de friches industrielles qui dégradèrent le champ visuel de plusieurs quartiers de la ville et le manque de parcs, d'espaces verts et de loisirs, Ward craigna que cet environnement monotone ne finisse par faire sombrer les habitants de Chicago dans une forme de tristesse et d'inhibition typique des grandes villes américaines de l'époque. À ce jour, le bord du lac est ouvert sur Lake Shore Drive (voie rapide longeant les rives du lac Michigan) jusqu'aux aciéries à proximité de Rainbow Beach.
Le parc vit le jour grâce au Plan de Chicago de 1909 initié par la ville de Chicago et confié aux architectes-urbanistes Daniel Burnham et Edward H. Bennett. Burnham fut l'un des concepteurs de l'exposition universelle de 1893 et l'un des architectes les plus en vogue de Chicago. Des terres furent acquises par le Chicago Park District pour permettre la construction du parc. Aaron Montgomery Ward et Daniel Burnham se battirent pour que la classe ouvrière des quartiers sud puisse avoir un accès aménagé au lac Michigan. En 1906, Burnham organisa une campagne pour présenter Grant Park comme étant le nouveau grand parc public au cœur de la ville. Depuis 1836, Grant Park est protégé par une loi qui fut confirmée par quatre décisions postérieures à la Cour suprême de l'Illinois.
Dès le milieu des années 1890, Daniel Burnham commença à travailler sur la planification d'un parc puis à sa liaison entre Jackson Park et Grant Park (au cœur de Downtown Chicago). En tant que chef dans la mise en place de l'exposition universelle de 1893, Burnham fut reconnu pour avoir développé le concept de « White City » qui consista essentiellement à bâtir une série de bâtiments en plâtre et des œuvres dans le style Beaux-Arts. Après l'exposition, Burnham commença à concevoir un Chicago plus fonctionnel. Le « Plan de Chicago de 1909 » prévit à l'origine d'ériger un vaste parc constitué d'une série de petites îles et doté d'un port de plaisance ainsi que de plusieurs plages publiques. Le fameux Plan de 1909 de Burnham fut finalement conservé et Grant Park vit le jour à proximité immédiate des rives du lac.

## Description

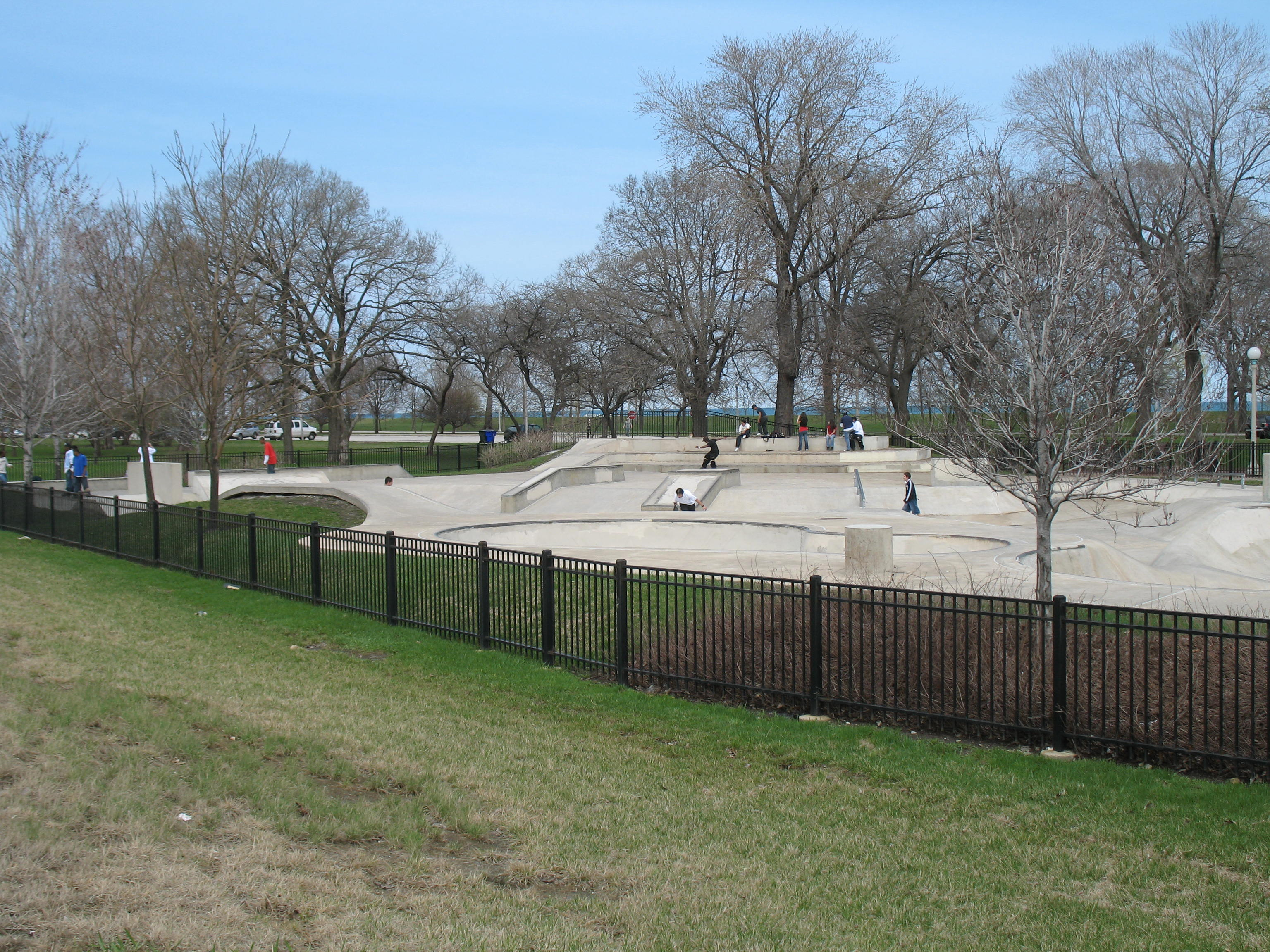
Le skatepark de Burnham Park.

Aujourd'hui, Burnham Park abrite certaines des structures municipales les plus importantes de la ville telles que le stade du Soldier Field (un des plus importants de la région) et le centre de convention du McCormick Place (un des plus importants du pays).
Le Chicago Park District maintient un skatepark juste au sud de la 31st Street Beachhouse. Dans sa partie nord, le parc a cédé des terrains pour la création du Museum Campus (au sud de Grant Park). Il comprend deux marinas, avec ports de plaisance, pour l'amarrage des bateaux de pêche et les activités de plaisance,. Situé à proximité du Museum Campus, Burnham Harbour se trouve entre le stade du Soldier Field et Northerly Island (une péninsule aménagée en parc sur laquelle se trouve le planétarium Adler).
Burnham Harbour contient environ 1 120 installations d'amarrage, des installations liées aux activités portuaires, une rampe de mise à l'eau et le Burnham Park Yacht Club. Le 31st Street Harbor, adjacent à la 31st Street Beach, a ouvert ses portes en 2012. Il contient 1 000 toboggans ventriglisses (Slip ’N Slide) et une rampe de mise à l'eau. Ces installations permettent de connecter les autres marinas de la ville, par le lac Michigan,. Son extrémité sud est constituée de Promontory Point, une péninsule arborée depuis laquelle les visiteurs peuvent admirer les gratte-ciel de Chicago.
Depuis l'élection présidentielle de Barack Obama en 2009, le parc est devenu un point de destination depuis l'aéroport international O'Hare, notamment avec la résidence secondaire du 44e président des États-Unis (principale avant l'élection) dans le secteur communautaire de Kenwood, situé à proximité,.

## Chicago Lakefront Trail
Le Chicago Lakefront Trail (connu sous l'acronyme « LFT ») est un sentier arboré polyvalent de 29 kilomètres de long situé en bordure du lac Michigan, sur le territoire de la ville de Chicago. Il est populaire auprès des cyclistes, des joggeurs et des promeneurs. Il est conçu pour promouvoir les déplacements à vélo. Du nord au sud, il traverse Lincoln Park, Grant Park, Museum Campus, Burnham Park, Harold Washington Park et Jackson Park.